# T Голубя
T Голубя (лат. T Columbae), HD 34897 — двойная звезда в созвездии Голубя на расстоянии приблизительно 2035 световых лет (около 624 парсек) от Солнца. Видимая звёздная величина звезды — от +12,7m до +6,6m.
Открыта Эдуардом Ч. Пикерингом и Вильяминой П. Флеминг в обсерватории Гарвардского колледжа в 1896 году*.

## Характеристики
Первый компонент — красный гигант, пульсирующая переменная звезда, мирида (M) спектрального класса M3e-M6e, или M4-5e, или Md. Масса — около 0,874 солнечной, радиус — около 291,329 солнечного, светимость — около 46424,6 солнечной. Эффективная температура — около 3295 K.
Второй компонент — коричневый карлик. Масса — около 61,4 юпитерианской. Удалён в среднем на 1,43 а.е..